# Mauricio Pereyra
Mauricio Ernesto Pereyra Antonini est un footballeur uruguayen né le 15 mars 1990 à Montevideo. Il joue au poste de milieu de terrain.

## Biographie

### En club
Avec le Club Nacional, il joue les quarts de finale de la Copa Libertadores en 2009.
Avec le FK Krasnodar, il atteint les huitièmes de finale de la Ligue Europa en 2017.
Il inscrit neuf buts dans le championnat de Russie lors de la saison 2014-2015.
Le FK Krasnodar annonce le départ de Pereyra à l'issue de la saison 2018-2019. C'est finalement le Orlando City SC qu'il rejoint le 30 juillet 2019. Le 7 septembre 2022, il remporte la Coupe des États-Unis avec Orlando à l'Exploria Stadium après une victoire 3-0 face au Republic de Sacramento. Deux mois plus tard, à l'issue de la saison 2022 de MLS, il arrive en fin de contrat avant de le renouveler pour deux ans le 23 novembre 2022 tout en perdant le statut de joueur désigné.

### En équipe nationale
Avec les moins de 20 ans, il participe à la Coupe du monde des moins de 20 ans en 2009. Il joue quatre matchs lors de cette compétition organisée en Égypte. L'Uruguay s'incline en huitièmes de finale contre le Brésil.

## Palmarès
Club Nacional
- Champion d'Uruguay en 2010-2011

 FK Krasnodar
- Finaliste de la Coupe de Russie en 2013-2014

 Orlando City
- Vainqueur de la Coupe des États-Unis en 2022

## Statistiques
| Saison                | Club                  | Championnat                       | Championnat | Championnat | Coupe(s) nationale(s) | Coupe(s) nationale(s) | Compétition(s) continentale(s) | Compétition(s) continentale(s) | Compétition(s) continentale(s) | Séries | Séries | Total | Total |
| Saison                | Club                  | Division                          | M.          | B.          | M.                    | B.                    | Comp.                          | M.                             | B.                             | M.     | B.     | M.    | B.    |
| 2008-2009             | Club Nacional         | Primera División                  | 4           | 0           | 5                     | 0                     | CL                             | 3                              | 0                              | -      | -      | 12    | 0     |
| 2009-2010             | Club Nacional         | Primera División                  | 19          | 1           | -                     | -                     | CL                             | 7                              | 1                              | -      | -      | 26    | 2     |
| 2010-2011             | Club Nacional         | Primera División                  | 26          | 2           | -                     | -                     | CL                             | 5                              | 0                              | -      | -      | 31    | 2     |
| Sous-total            | Sous-total            | Sous-total                        | 49          | 3           | 5                     | 0                     | -                              | 15                             | 1                              | -      | -      | 69    | 4     |
| 2011-2012             | CA Lanús              | Primera División+Primera División | 17+11       | 1+0         | 1                     | 0                     | CS+CL                          | 1+4                            | 0                              | -      | -      | 34    | 1     |
| 2012-2013             | CA Lanús              | Primera División                  | 19          | 2           | -                     | -                     | -                              | -                              | -                              | -      | -      | 19    | 2     |
| Sous-total            | Sous-total            | Sous-total                        | 47          | 3           | 1                     | 0                     | -                              | 5                              | 0                              | -      | -      | 53    | 3     |
| 2012-2013             | FK Krasnodar          | Premier-Liga                      | 9           | 1           | -                     | -                     | -                              | -                              | -                              | -      | -      | 9     | 1     |
| 2013-2014             | FK Krasnodar          | Premier-Liga                      | 24          | 6           | 3                     | 0                     | -                              | -                              | -                              | -      | -      | 27    | 6     |
| 2014-2015             | FK Krasnodar          | Premier-Liga                      | 27          | 9           | -                     | -                     | C3                             | 11                             | 2                              | -      | -      | 38    | 11    |
| 2015-2016             | FK Krasnodar          | Premier-Liga                      | 20          | 1           | 2                     | 0                     | C3                             | 6                              | 1                              | -      | -      | 28    | 2     |
| 2016-2017             | FK Krasnodar          | Premier-Liga                      | 21          | 2           | -                     | -                     | C3                             | 10                             | 0                              | -      | -      | 31    | 2     |
| 2017-2018             | FK Krasnodar          | Premier-Liga                      | 27          | 1           | -                     | -                     | C3                             | 3                              | 2                              | -      | -      | 30    | 3     |
| 2018-2019             | FK Krasnodar          | Premier-Liga                      | 26          | 3           | 3                     | 0                     | C3                             | 9                              | 1                              | -      | -      | 38    | 4     |
| Sous-total            | Sous-total            | Sous-total                        | 154         | 23          | 8                     | 0                     | -                              | 39                             | 6                              | -      | -      | 201   | 29    |
| 2019                  | Orlando City          | MLS                               | 6           | 0           | 0                     | 0                     | -                              | -                              | -                              | -      | -      | 6     | 0     |
| 2020                  | Orlando City          | MLS                               | 20          | 3           | 0                     | 0                     | -                              | -                              | -                              | 2      | 0      | 22    | 3     |
| 2021                  | Orlando City          | MLS                               | 29          | 1           | 0                     | 0                     | LC                             | 1                              | 0                              | 1      | 0      | 31    | 1     |
| 2022                  | Orlando City          | MLS                               | 32          | 1           | 6                     | 1                     | -                              | -                              | -                              | 1      | 0      | 39    | 2     |
| 2023                  | Orlando City          | MLS                               | 0           | 0           | 0                     | 0                     | LCC                            | 0                              | 0                              | -      | -      | 0     | 0     |
| Sous-total            | Sous-total            | Sous-total                        | 87          | 5           | 6                     | 1                     | -                              | 1                              | 0                              | 4      | 0      | 98    | 6     |
| Total sur la carrière | Total sur la carrière | Total sur la carrière             | 337         | 34          | 20                    | 1                     | -                              | 60                             | 7                              | 4      | 0      | 421   | 42    |